# 존 레녹스
존 카슨 레녹스(John Carson Lennox, 1943년 11월 7일 ~ )는 북아일랜드의 수학자, 생명윤리학자, 그리고 평신도 신학자이다. 그는 종교, 윤리, 과학과 신의 관계(그의 저서 『과학은 신을 묻었는가(Has Science Buried God)』와 『과학이 모든 것을 설명할 수 있는가(Can Science Explain Everything)』와 같은)에 대한 많은 책을 썼으며, 리처드 도킨스와 크리스토퍼 히친스를 포함한 무신론자들과 공개 토론을 벌였다.
레녹스는 케임브리지 대학교에서 수학 박사 학위를 취득한 후, 옥스퍼드 대학교와 카디프 대학교에서 각각 두 번째와 세 번째 박사 학위를 취득했다. 교수로서 레녹스는 군론을 전문으로 했다. 그는 옥스퍼드 대학교의 수학 명예 교수이며, 그곳에서 그린 템플턴 칼리지의 수학 및 과학 철학 명예 연구원이자 위클리프 홀과 옥스퍼드 기독교 변증 센터의 겸임 교수로 일했다. 그는 또한 사이드 경영대학원의 준회원이자 트리니티 포럼의 선임 연구원이다.

## 어린 시절과 교육
존 레녹스는 1943년 11월 7일 북아일랜드에서 태어나 아버지가 가게를 운영하던 아마 (아마주)에서 자랐다. 그는 아마 로열 스쿨에 다녔고, 임마누엘 칼리지 (케임브리지 대학교)에서 전시 학자 및 선임 학자가 되었으며, 1962년에는 존 던 시인에 대한 C. S. 루이스의 마지막 강의를 들었다. 레녹스는 케임브리지 대학교에서 "가용군의 중심성과 치환성(Centrality and Permutability in Soluble Groups)"이라는 학위논문으로 인문사회 석사 학위, 수학 석사 학위, 그리고 철학박사 학위를 받았다(1970).
레녹스는 1993년 카디프 대학교에서 그의 연구에 대해 수학 이학박사 학위를 받았다. 레녹스는 또한 옥스퍼드 대학교에서 (편입으로) 철학박사 학위를 취득했으며 서리 대학교에서 생명윤리학 인문사회 석사 학위를 취득했다. 또한 그는 뷔르츠부르크 대학교와 프라이부르크 대학교의 훔볼트 펠로우였다.

## 경력
박사 학위를 마친 후, 레녹스는 웨일스의 카디프로 옮겨 웨일스 대학교 카디프에서 수학 강사가 되었다. 레녹스는 옥스퍼드 대학교에서 과학과 종교를 가르친다. 카디프에서 29년 동안 그는 뷔르츠부르크, 프라이부르크 (알렉산더 폰 훔볼트 펠로우로서), 빈 각 대학에서 1년씩 보냈고, 동유럽과 서유럽, 러시아, 북아메리카에서 수학, 변증학, 성경 해설에 대해 광범위하게 강의했다.
레녹스는 과학, 종교, 윤리 관계에 대한 여러 책의 저자이다. 그는 70편 이상의 동료 검토 논문을 수학 분야에 발표했으며, 두 권의 옥스퍼드 수학 모노그래프를 공동 저술했고, 러시아 수학 번역가로 활동했다.
그는 이전 소련을 여러 차례 방문하는 등 많은 다른 나라에서 회의와 학술 연구원으로서 강연을 했다.
2012년 3월 14일, 그는 BBC 라디오 4의 사순절 강연 중 한 편을 발표했다. 레녹스는 또한 베리타스 포럼에서 과학과 종교의 관계, 신의 존재, 의심, 그리고 악과 고통의 문제와 같은 주제에 대해 강연했다. 또한 그는 문명 회복에 기여할 리더를 양성하는 기독교 비영리 단체인 트리니티 포럼의 선임 연구원이다.

### 토론

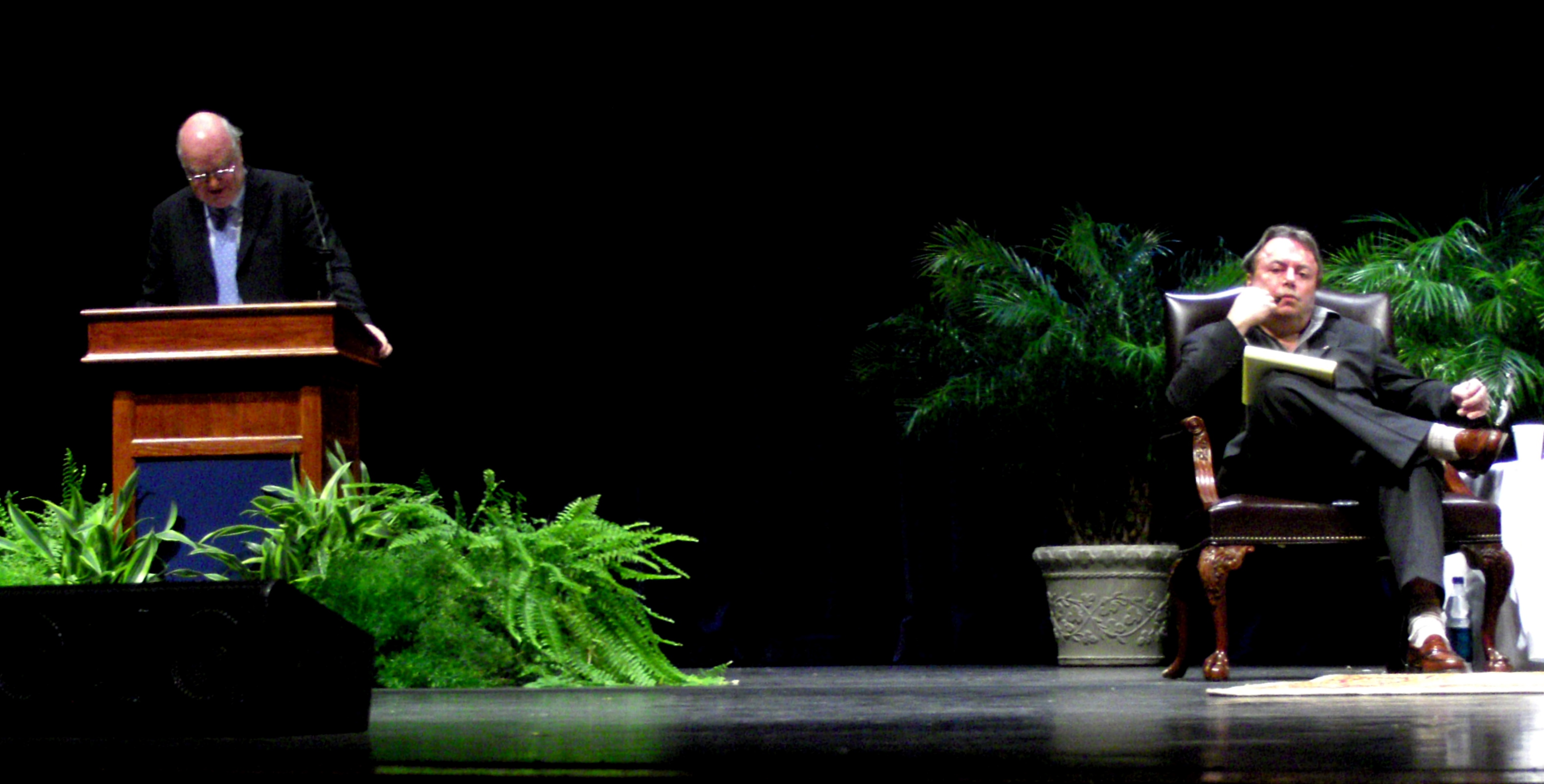
2009년 3월 앨라배마에서 종교에 대해 크리스토퍼 히친스와 토론하는 레녹스(왼쪽)

레녹스는 크리스토퍼 히친스, 마이클 셔머, 리처드 도킨스, 로렌스 크라우스, 피터 앳킨스, 빅터 스텡어, 마이클 툴리, 스티븐 로, 그리고 피터 싱어와의 토론을 포함하여 기독교 신앙을 옹호하는 수많은 공개 토론에 참여했다.
- 2007년 10월 3일, 레녹스는 앨라배마주 버밍햄의 샘포드 대학교에서 리처드 도킨스와 도킨스의 저서 만들어진 신에 표현된 그의 견해에 대해 토론했다.[12][13][14]
- 레녹스와 도킨스는 2008년 4월 옥스퍼드 대학교 트리니티 칼리지에서 『만들어진 신』 토론에서 미개발된 주제들을 확장하기 위한 논의를 가졌다.[15][16]
- 2008년 8월 9일, 레녹스는 스코틀랜드 에든버러의 에든버러 국제 페스티벌에서 크리스토퍼 히친스와 유럽이 종교적 과거를 버리고 "신무신론"을 환영해야 하는지 여부에 대해 토론했다.[17][18]
- 2008년 8월 23일, 레녹스는 오스트레일리아 시드니의 웨슬리 컨퍼런스 센터에서 마이클 셔머와 신의 존재에 대해 토론했다.[19][20]
- 2008년 10월 21일, 레녹스는 토머스 헨리 헉슬리와 새뮤얼 윌버포스 간의 1860년 옥스퍼드 진화론 토론이 열렸던 옥스퍼드 대학교 자연사 박물관에서 다시 도킨스와 토론했다. 이 토론의 제목은 "과학은 신을 묻었는가?"였다.[21][22] 스펙테이터는 이 행사를 "헉슬리-윌버포스, 2라운드"라고 불렀다.[23]
- 2009년 3월 3일, 레녹스는 앨라배마주 버밍햄의 샘포드 대학교에서 "신은 위대한가?"라는 질문으로 히친스와 두 번째 토론을 벌였다. 이 토론은 히친스의 저서 『신은 위대하지 않다(God is Not Great)』에 나오는 일부 주장들의 타당성을 다루었다.[24][25]
- 2011년 7월 20일, 레녹스는 오스트레일리아 멜버른의 멜버른 타운 홀에서 피터 싱어와 "신이 있는가?"라는 주제로 토론했다.[26][27][28]
- 2021년 8월, 레녹스는 뭄바이 세인트 자비에르 칼리지가 주최한 권위 있는 말하르 페스티벌의 주빈이었다.

## 사생활
레녹스는 영어, 러시아어, 프랑스어, 스페인어, 독일어를 구사한다. 그는 샐리와 결혼하여 세 명의 자녀와 10명의 손주를 두고 있다. 그에게는 이전에 글렌고믈리의 글렌애비 교회 장로였던 길버트 레녹스라는 형제가 있다. 찬송가 작가이자 녹음 예술가인 크리스틴 게티는 길버트의 딸이자 레녹스의 조카이다.

## 저서
- Lennox, John C.; Stonehewer, Stewart E. (1987). 《Subnormal subgroups of groups》. Oxford: Clarendon. ISBN 978-0-19-853552-2.
- ———; Gooding, David W. (1997). 《Key Bible Concepts》. Port Colborne: Gospel Folio Press. ISBN 9781882701414.
- ———; Gooding, David W. (1997). 《Christianity: Opium or Truth?》. Port Colborne: Gospel Folio Press. ISBN 9781882701469.
- ———; Gooding, David W. (2001). 《The Definition of Christianity》. Port Colborne: Gospel Folio Press. ISBN 9781882701421.
- ———; Robinson, Derek J. S. (2004). 《The Theory of Infinite Soluble Groups》. Clarendon Press. 458쪽. ISBN 978-0-19-850728-4.
- ——— (2009). 《God's Undertaker: Has Science Buried God?》 Updat판. Oxford, UK: Lion Hudson PLC. 224쪽. ISBN 978-0-7459-5371-7.
- ——— (2011). 《Seven Days That Divide the World: The Beginning According to Genesis and Science》. Zondervan. 192쪽. ISBN 978-0-310-49217-7.
- ——— (2011). 《God and Stephen Hawking: Whose Design Is It Anyway?》 1판. Lion UK. 96쪽. ISBN 978-0-7459-5549-0.
- ——— (2011). 《Gunning for God: A Critique of the New Atheism》 1판. Lion UK. 248쪽. ISBN 978-0-7459-5322-9.
- ———; Gooding, David W. (2015). 《The Bible & Ethics》. Myrtlefield Encounters 4. Ontario: Myrtlefield House. ISBN 978-1874584575.
- ——— (2015). 《Against the Flow: The Inspiration of Daniel in an Age of Relativism》 1판. Monarch Books. 416쪽. ISBN 978-0857216212.
- ——— (2017). 《Determined to Believe: The Sovereignty of God, Freedom, Faith, and Human Responsibility》 1판. Monarch Books. 352쪽. ISBN 978-0857218728.
- ———; Gooding, David W. (2018). 《Being Truly Human: The Limits of Our Worth, Power, Freedom and Destiny》. The Quest for Reality and Significance 1. Belfast: Myrtlefield House. ISBN 978-1912721016.
- ———; Gooding, David W. (2018). 《Finding Ultimate Reality: In Search of the Best Answers to the Biggest Questions》. The Quest for Reality and Significance 2. Belfast: Myrtlefield House. ISBN 978-1912721061.
- ———; Gooding, David W. (2019). 《Questioning Our Knowledge: Can We Know What We Need to Know?》. The Quest for Reality and Significance 3. Belfast: Myrtlefield House. ISBN 978-1912721115.
- ———; Gooding, David W. (2019). 《Doing What's Right: The Limits of Our Worth, Power, Freedom and Destiny》. The Quest for Reality and Significance 4. Belfast: Myrtlefield House. ISBN 978-1912721214.
- ———; Gooding, David W. (2019). 《Claiming to Answer: How One Person Became the Response to Our Deepest Questions》. The Quest for Reality and Significance 5. Belfast: Myrtlefield House. ISBN 978-1912721269.
- ———; Gooding, David W. (2019). 《Suffering Life's Pain: Facing the Problems of Moral and Natural Evil》. The Quest for Reality and Significance 6. Belfast: Myrtlefield House. ISBN 978-1912721160.
- ——— (2019). 《Can Science Explain Everything?》. The Good Book Company. ISBN 978-1784984113.
- ——— (2019). 《Joseph: A Story of Love, Hate, Slavery, Power, and Forgiveness》. Crossway. ISBN 9781433562969.
- Lennox, John (April 2020). 《Where is God in A Coronavirus World?.》. The Good Book Company. ISBN 9781784985691.
- Lennox, John (2020). 《2084: Artificial Intelligence and the Future of Humanity.》. Zondervan. ISBN 9780310109563.
- Lennox, John (2021). 《Cosmic Chemistry: Do God and Science Mix?.》. Lion Books. ISBN 9780745981406.